# Camponotus hermanni
Camponotus hermanni é uma espécie de inseto do gênero Camponotus, pertencente à família Formicidae.